# Hakojärvi (sjö i Kiuruvesi, Norra Savolax)
Hakojärvi är en sjö i kommunen Kiuruvesi i landskapet Norra Savolax i Finland. Den är 8,4 meter djup. Arean är 12 hektar och strandlinjen är 2,52 kilometer lång.  Den  ingår i Vuoksens huvudavrinningsområde.  Sjön ligger omkring 83 kilometer nordväst om Kuopio och omkring 380 kilometer norr om Helsingfors. 
I sjön finns ön Hakosaari. 